# كريس نيل
كريس نيل (بالإنجليزية: Chris Neal)‏ (23 أكتوبر 1985 بسانت ألبانز في المملكة المتحدة - ) هو لاعب كرة قدم بريطاني في مركز حراسة المرمى. لعب مع بريستون نورث إيند وبورت فايل وشروزبري تاون ونادي بوري ونادي دونكاستر روفرز ونادي تاموورث ونادي موركامب.

## وصلات خارجية
- كريس نيل على موقع قاعدة بيانات كرة القدم.إي يو (الإنجليزية)
- كريس نيل على موقع Soccerbase.com (لاعب) (الإنجليزية)
- كريس نيل على موقع Soccerway.com (الإنجليزية)